# 伊格纳利纳核电站

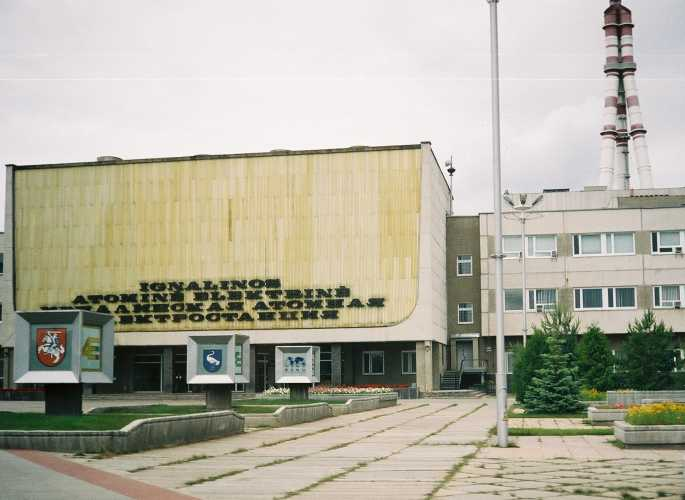
伊格纳利纳核电站

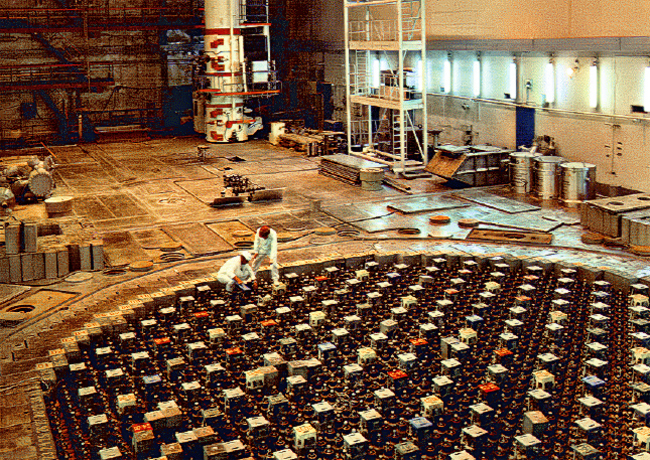
RBMK反應爐

55°36′16″N 26°33′36″E / 55.60444°N 26.56000°E
伊格纳利纳核电站（缩写：IAE，羅馬化：Ignalinskaya atomnaya elektrostantsiya）是立陶宛維薩吉納斯市镇一个已经关闭的两单元RBMK-1500核电站，位置靠近白俄羅斯的國界。核电站起名自附近一个城镇伊格纳利纳。

## 反應爐組

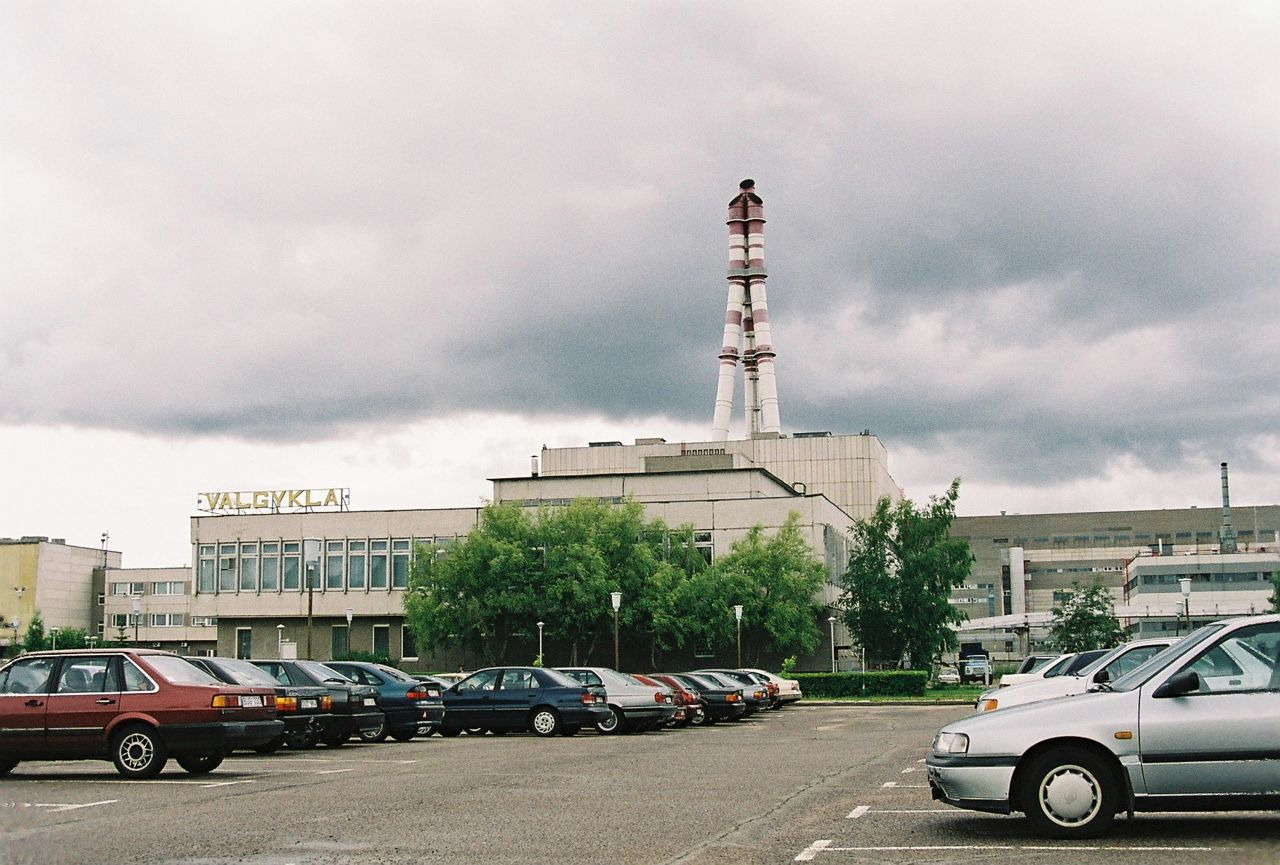
1號機組

伊格納利納核電站擁有兩個蘇聯設計的RBMK-1500壓力管式石墨慢化沸水反應爐。當車諾比核事故在1986年4月發生後，反應爐降至1360 MW電功率。發電廠的每個機組都會配備兩個 K-750-65/3000渦輪發電機，可以產出800 MW功率的電力。

## 退役
由于核电站的反应堆设计和發生嚴重事故的切尔诺贝利核电站相似，且没有强劲的核反应堆圍阻體十分危險，立陶宛同意关闭此核电站并作为加入欧盟的条件之一。第1单元部分于2004年12月关闭，剩余的部分占了立陶宛约25%的发电能力，并提供立陶宛用电需求的70%，第2单元拖到2009年12月31日关闭。2009年之前立陶宛是電力出口國，但2010年到今立陶宛是電力進口國。事實上立陶宛是全歐洲最依賴電力進口的國家。核能電廠關閉之後立陶宛使用石化燃料補部分能源缺口。
而為此原預計RBMK反應爐關閉後，由立陶宛、愛沙尼亞、拉脫維亞及波蘭計劃合組公司在附近興建功率達3400MW的新核電廠，名為维萨吉纳斯核电站（Visagino atominė elektrinė），預定2018年至2020年可完工商轉，但在福島事故後2012年10月被立陶宛全民公决以63%的反對票所否决，建廠計劃因而中止。

## 流行文化
因爲外觀和車諾比核電廠非常相似，伊格納利納因此成爲2019年HBO的迷你影集《核爆家園》的拍攝地點。